# Eugoa vasta
Eugoa vasta là một loài bướm đêm thuộc phân họ Arctiinae, họ Erebidae.